# Curitiba
Curitiba er hovedstaden i den brasilianske delstat Paraná. Indbyggertallet er 1.773.718 (2022). Byen ligger på et plateau 951 meter over havets overflade. Den ligger 105 km vest for havnebyen Paranaguá.
I Curitiba ligger bl.a. Oscar Niemeyers Museum, der hædrer arkitekten og byplanlæggeren Oscar Niemeyer.